# Sütterlinschrift

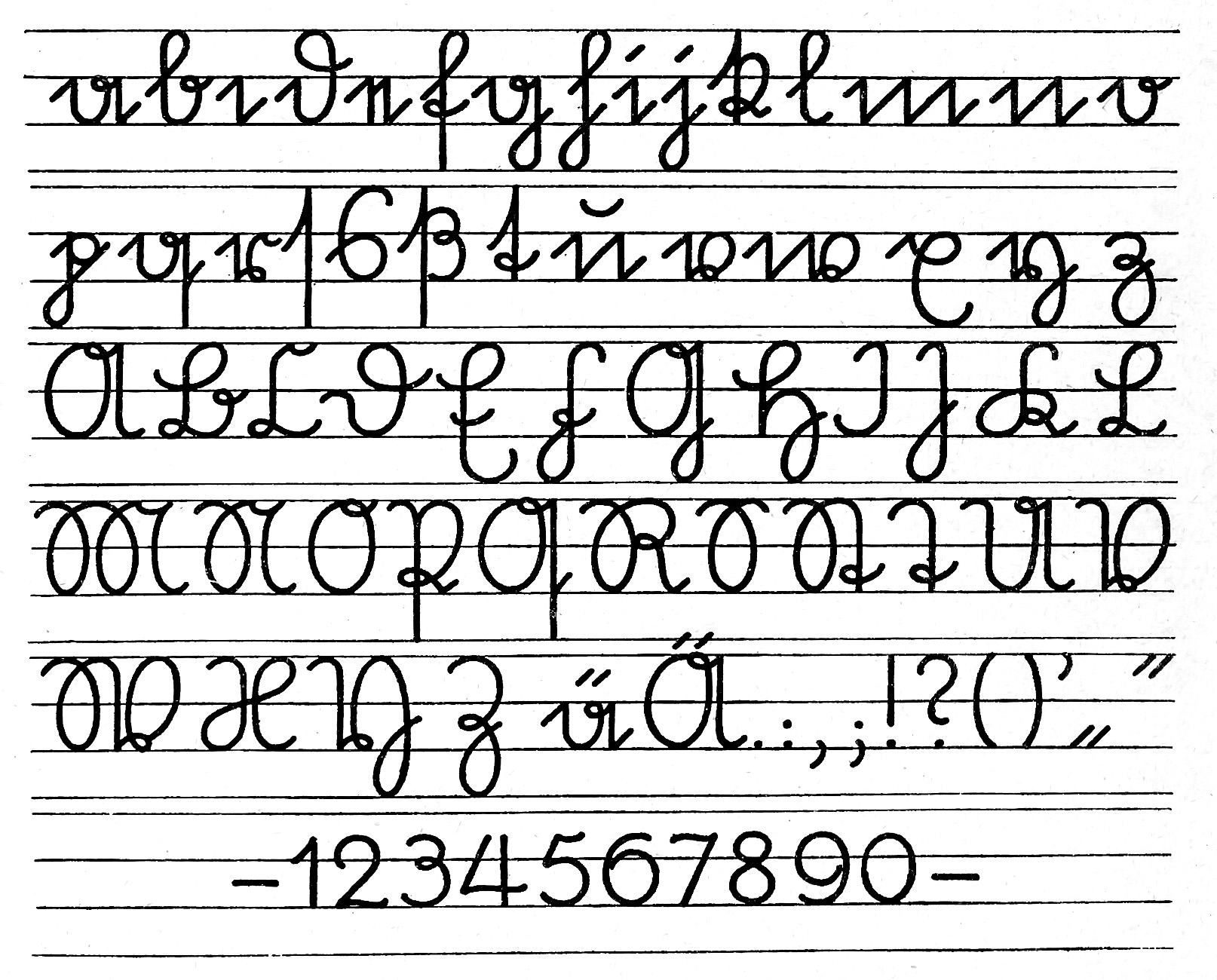
Deutsche Sütterlinschrift

Die Sütterlinschrift, meist einfach Sütterlin genannt, ist eine im Jahr 1911 im Auftrag des preußischen Kultur- und Schulministeriums von Ludwig Sütterlin entwickelte Ausgangsschrift für das Erlernen von Schreibschrift in der Schule.

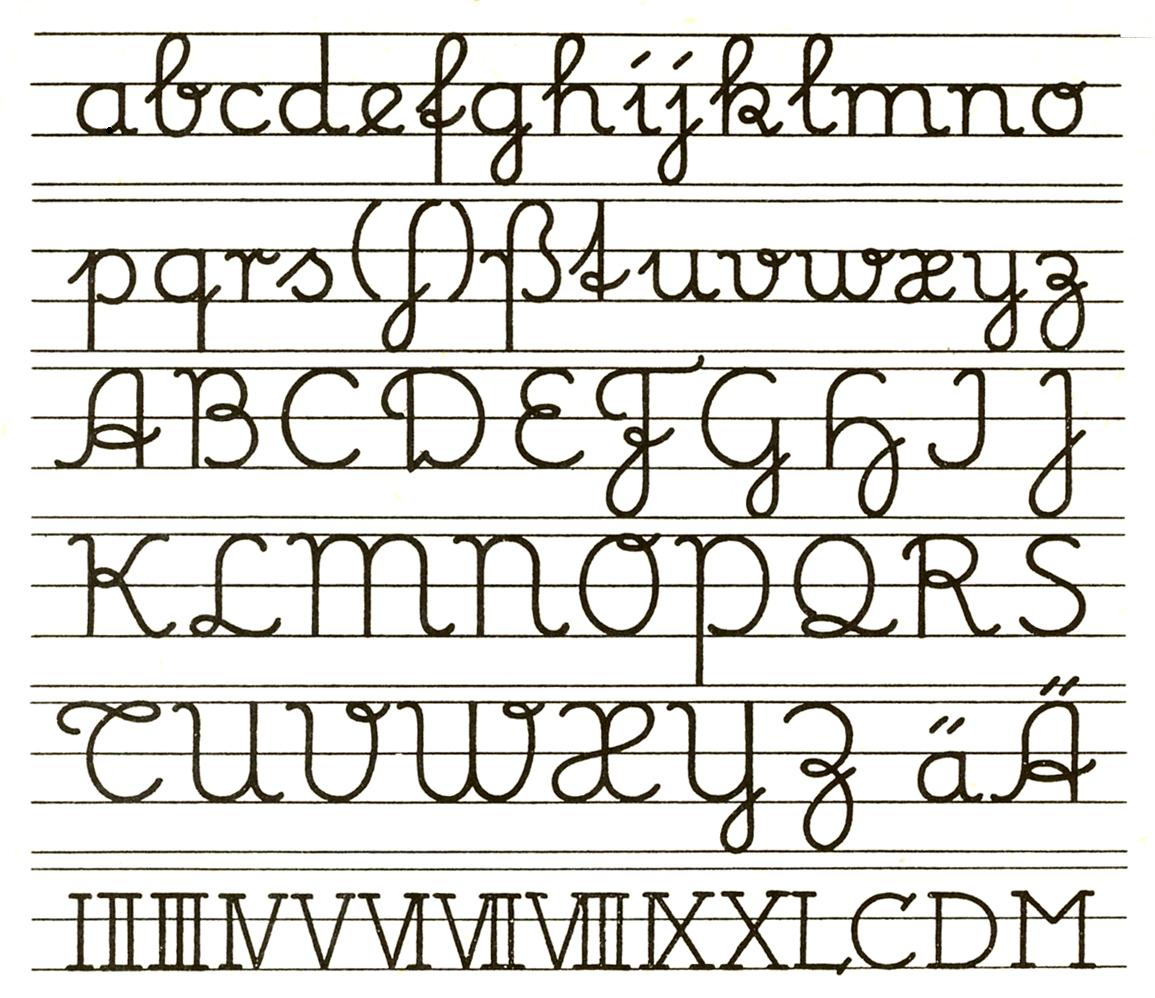
Dazu stilistisch entsprechend die von Sütterlin entwickelte lateinische Ausgangsschrift

Sütterlinschrift, Buchstabenformen. Letzte Zeile: die Form des Umlautzeichens über äöüÄÖÜ entspricht der des Buchstabens e; die Form des Buchstabens ß lässt die Ableitung von ſz noch erahnen; überstrichene m und n zu Schreibung von verdoppelten mm und nn, Schluss-s.

Die deutsche Sütterlinschrift ist eine spezielle Form der deutschen Kurrentschrift für Schreibanfänger. Daneben entwickelte Ludwig Sütterlin auch eine stilistisch entsprechende lateinische Ausgangsschrift, die jedoch nicht als Sütterlinschrift bezeichnet wird.

## Geschichte
Es war im 19. Jahrhundert in England Mode geworden, mit der neu entwickelten stählernen Spitzfeder zu schreiben. Die sehr schräge englische Schreibschrift mit ihren großen Unter- und Oberlängen und ihrem veränderlichen Strich (Schwellzug) ist zwar dekorativ, aber technisch schwer zu schreiben. Auch in Deutschland setzte sich die Spitzfeder rasch durch und prägte das Schriftbild des 19. Jahrhunderts. In Deutschland schrieb man damals zwei Schreibschriften: Kurrent (auch deutsche Schreibschrift genannt) und lateinische Schreibschrift.
Um den Kindern das Schreibenlernen zu erleichtern, ließ Sütterlin sie mit einer Kugelspitzfeder (Gleichzug) schreiben, vereinfachte die Buchstabenformen, verringerte die Ober- und Unterlängen (Lineatur im Verhältnis 1:1:1) und stellte die relativ breiten Buchstaben aufrecht. In allen diesen Merkmalen ist sie den heute verbreiteten Ausgangsschriften der lateinischen Schreibschrift ähnlich.
Die deutsche Sütterlinschrift wurde ab 1915 in Preußen eingeführt. Sie begann in den 1920er Jahren die bis dahin übliche Form der deutschen Kurrentschrift abzulösen und wurde 1935 in einer abgewandelten Form (leichte Schräglage, weniger Rundformen) als Deutsche Volksschrift ein Teil des offiziellen Lehrplans.
In der Folge des Normalschrifterlasses wurde mit einem Rundschreiben vom 1. September 1941 das Lehren von Kurrentschrift im Schulunterricht untersagt. Zuvor war bereits am 3. Januar 1941 die Verwendung gebrochener Druckschriften (Frakturtypen) untersagt worden. Als Ausgangsschrift wurde ab 1942 in den Schulen die lateinische Schrift in einer Variante, die Deutsche Normalschrift genannt wurde (Proportionen 2:3:2, Schrägstellung, Ovalformen), eingeführt.
Nach 1945 hatte der Normalschrifterlass des NS-Regimes keine Gültigkeit mehr. Trotzdem blieb die lateinische Schreibschrift die Standardschreibschrift an Schulen. Kurrentschrift wurde an west- und ostdeutschen Schulen lediglich teilweise zusätzlich zur lateinischen Ausgangsschrift gelehrt. Dies endete in den 1980er Jahren, als die älteren Generationen, die die Kurrentschrift noch gut beherrschten und teilweise aus Gewohnheit weiter verwendeten, aus dem Berufsleben ausgeschieden waren und die Schrift so weitgehend außer Gebrauch gefallen war.
In Deutschland gibt es verschiedene Initiativen und Vereine, die beim Entziffern von Texten in „Sütterlin“- und anderen Kurrent-Schriften helfen. Beispiele sind die „Sütterlin-Schreibstube“ in Konstanz und die Sütterlinstube Hamburg.
In der Mathematik bezeichnete man in Deutschland bis in das späte 20. Jahrhundert Matrizen durch Großbuchstaben und Vektoren durch Kleinbuchstaben der deutschen Sütterlinschrift (anstelle der heute gebräuchlichen Schreibweise mit lateinischen Buchstaben und darübergesetztem Pfeil).

## Schriftbeispiele

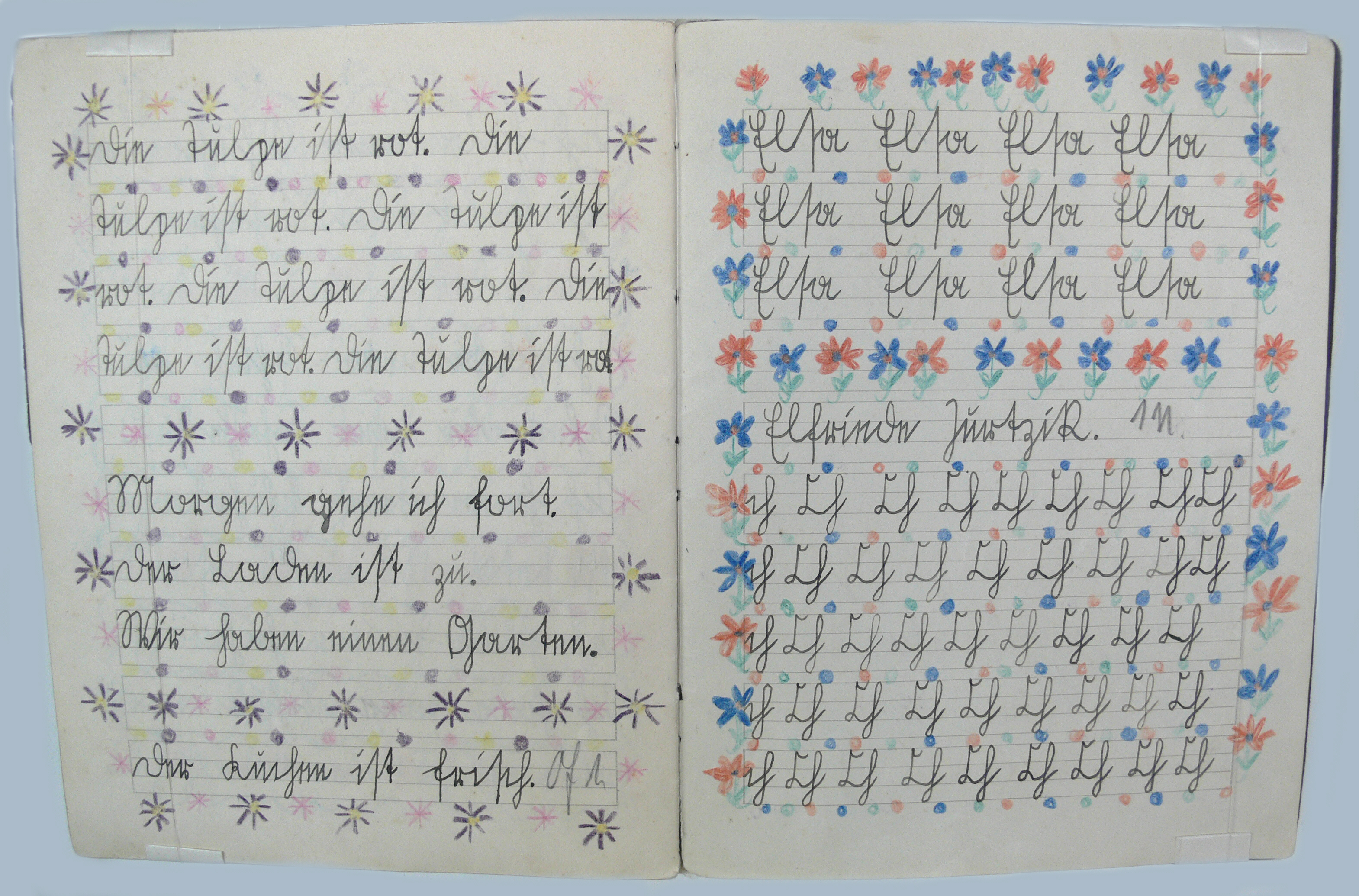
Schulheft mit Schreibübungen in Sütterlinschrift von 1929
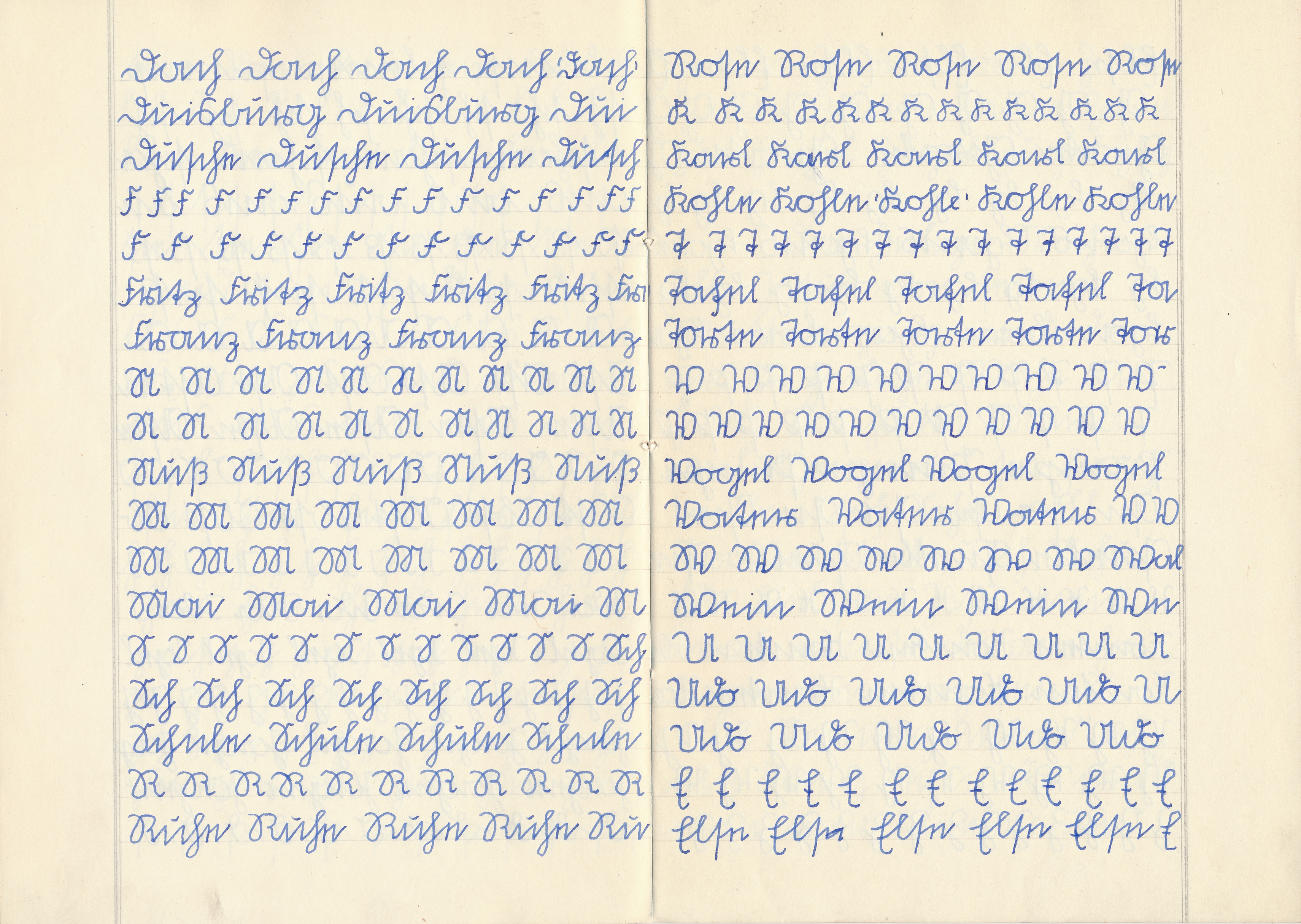
Nachkriegsschulheft mit Schreibübungen der in Preußen eingeführten deutschen Sütterlinschrift (1953)
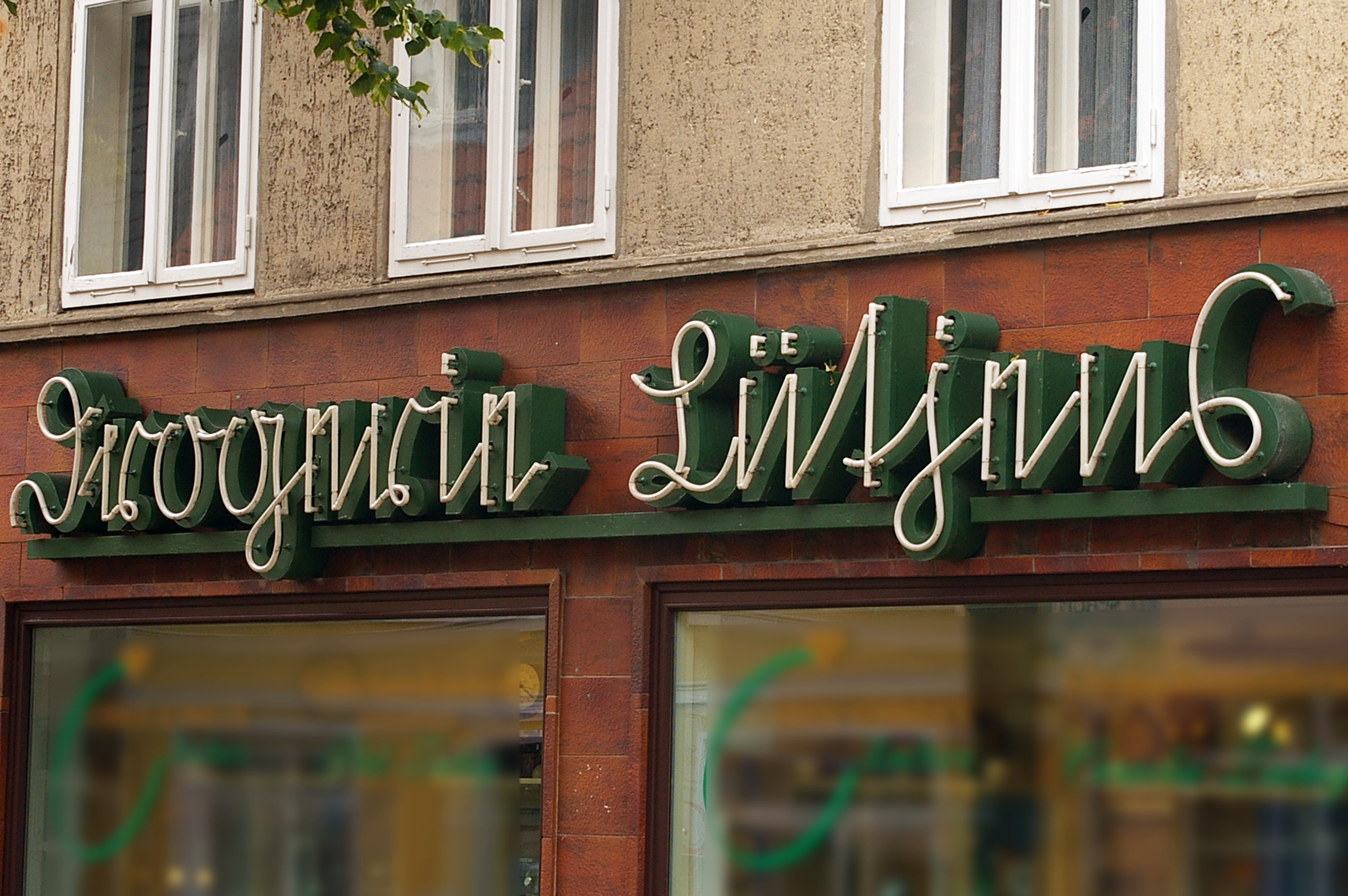
Außenwerbung in Sütterlinschrift („Drogerie Lütjens“)
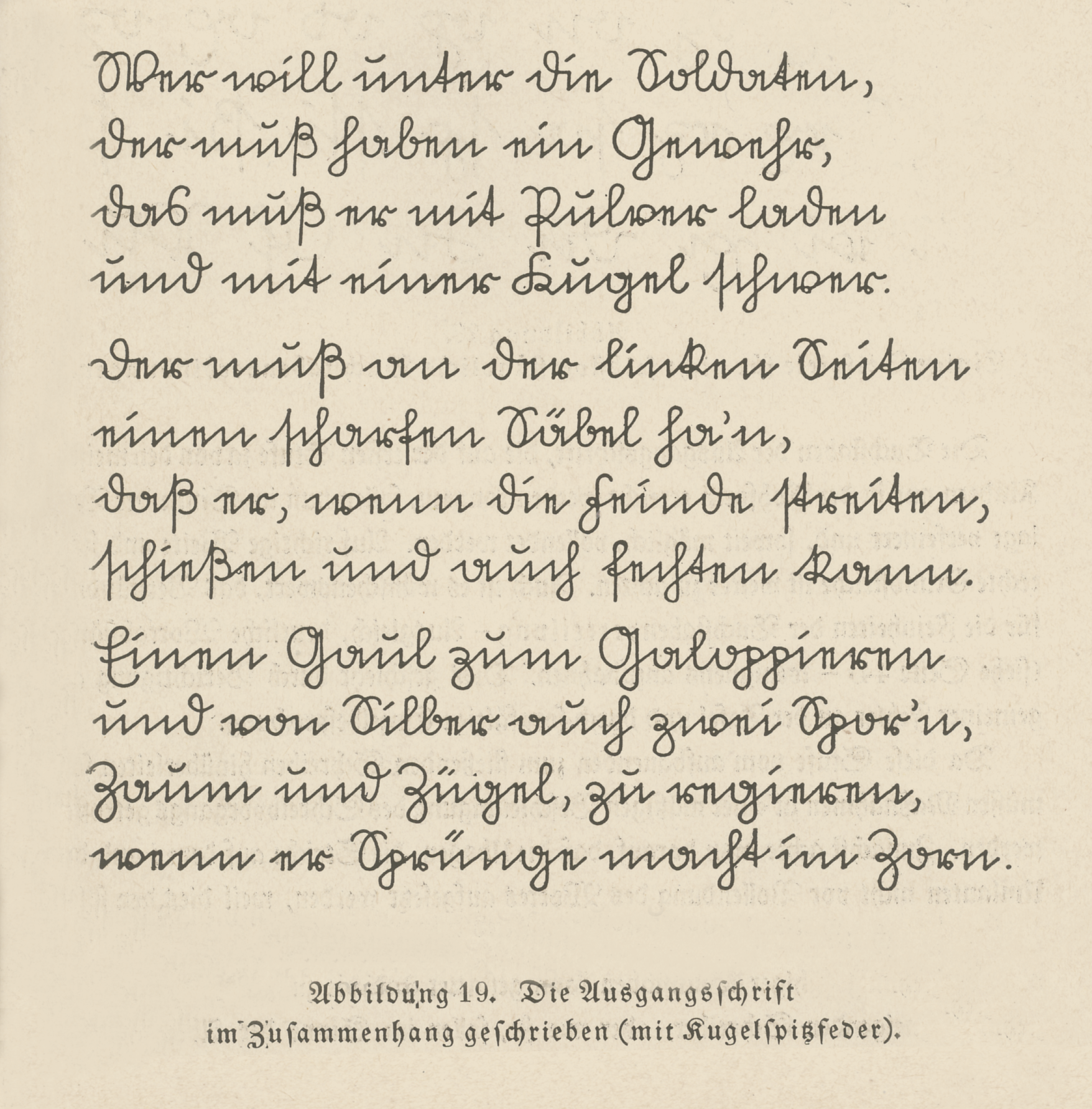
Deutsche Ausgangsschrift, geschrieben mit Kugelspitzfeder
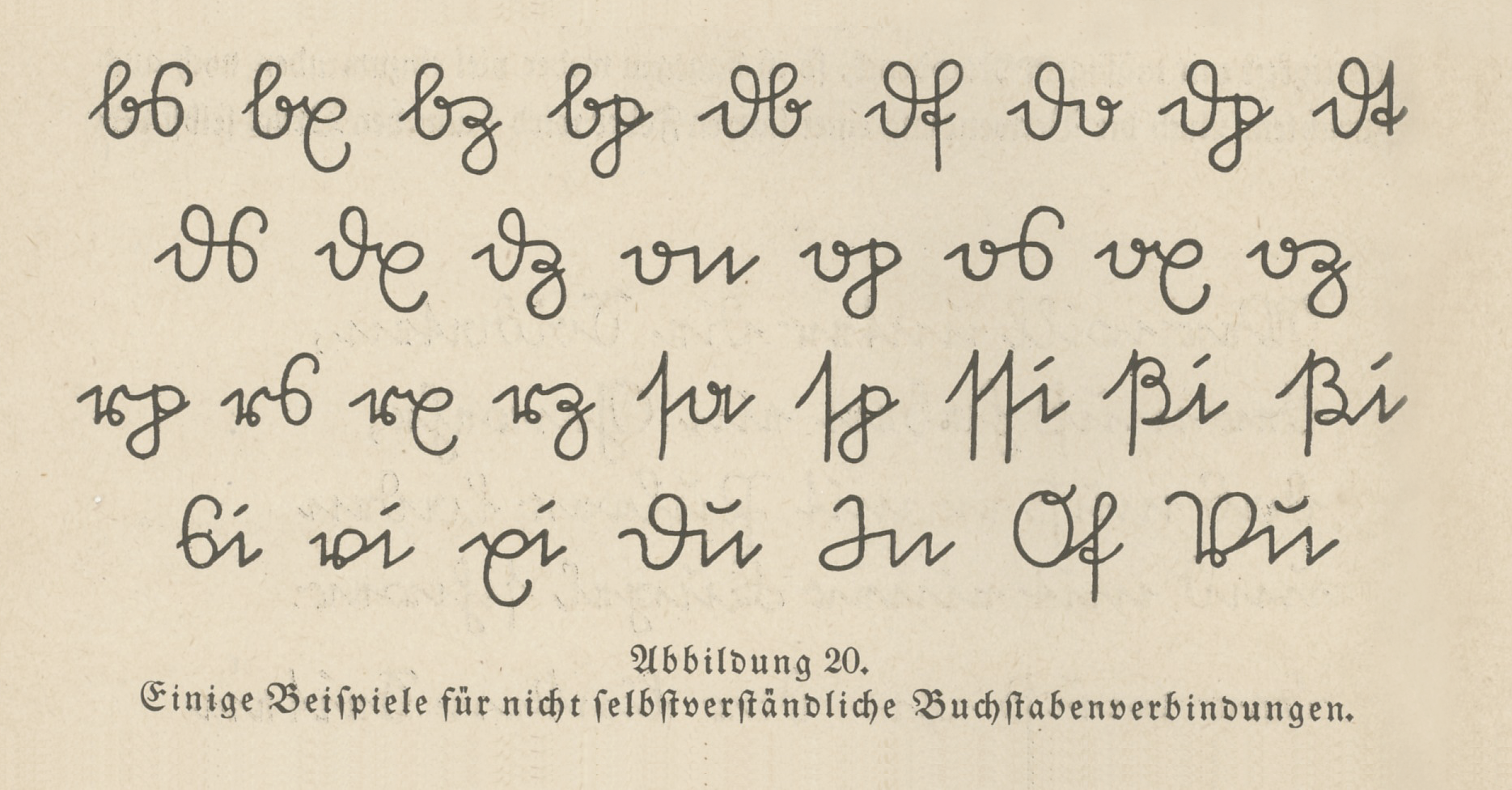
Deutsche Ausgangsschrift, Buchstabenverbindungen